# Delphinium changaicum
Delphinium changaicum är en ranunkelväxtart som beskrevs av N.V. Frizen. Delphinium changaicum ingår i släktet storriddarsporrar, och familjen ranunkelväxter. Inga underarter finns listade i Catalogue of Life.